# オスピターレ・ディ・カドーレ
オスピターレ・ディ・カドーレ（伊: Ospitale di Cadore）は、イタリア共和国ヴェネト州ベッルーノ県にある、人口約300人の基礎自治体（コムーネ）。

## 地理

### 位置・広がり

#### 隣接コムーネ
隣接するコムーネは以下の通り。括弧内のPNはポルデノーネ県所属を示す。
- チビアーナ・ディ・カドーレ
- エルト・エ・カッソ (PN)
- ロンガローネ、
- ペラローロ・ディ・カドーレ
- ヴァル・ディ・ゾルド
- ヴァッレ・ディ・カドーレ

### 気候分類・地震分類
気候分類では、zona F, 3484 GGに分類される。
また、イタリアの地震リスク階級 (it) では、zona 2 (sismicità media) に分類される。

## 行政

### 分離集落
オスピターレ・ディ・カドーレには、以下の分離集落（フラツィオーネ）がある。
- Davestra, Rivalgo, Termine